# 悲しき友情
「悲しき友情」（かなしきゆうじょう）は、西城秀樹の31枚目のシングル。1980年1月5日にRCAから発売された。

## 解説
前作「勇気があれば」に続き、作詞は山川啓介、作曲は筒美京平である。
男同士の友情をテーマにした珍しいナンバーであり、激しい曲調でありながら愛に敗れ去った男を描いている。
オリコンでは最高位6位（100位内15週）、27.4万枚のセールスとなった。

## 収録曲
（全作詞：山川啓介／作曲：筒美京平／編曲：水谷公生）
1. 悲しき友情
2. TAKE IT EASY

## この頃のできごと
- 第8回ベストドレッサー賞を受賞する[7]。
- 1980年1月4日～1月6日 - 大阪・厚生年金ホールにて新春コンサートを開催した。